# Milford (Iowa)
Milford è una città degli Stati Uniti d'America, situata nello Stato dell'Iowa, nella Contea di Dickinson.